# Bruno Wolke
Bruno Wolke (* 4. Mai 1904 in Berlin-Neukölln; † 23. Dezember 1973 in Rottenburg am Neckar) war ein deutscher Radrennfahrer.
1927 gewann Bruno Wolke das Rennen Rund um Berlin. Im selben Jahr gelang ihm ein Etappensieg beim Großen Opelpreis von Deutschland, dem Vorläufer der Deutschlandrundfahrt. Die Gesamtwertung des Rennens gewann sein jüngerer Bruder Rudolf. Im Jahr darauf errang Bruno Wolke bei den UCI-Straßen-Weltmeisterschaften 1928 in Budapest die Bronzemedaille. Zudem wurde er 1928 Dritter der Deutschen Meisterschaften im Straßenrennen. In seiner Heimatstadt Berlin bestritt Wolke auch zweimal das Sechstagerennen, musste jedoch bei beiden Starts das Rennen aufgeben.